# Berkana
| Nombre            | Protonórdico    | Anglosajón      | Nórdico antiguo   |            |
| Nombre            | *Berkanan       | Beorc           | Bjarkan           |            |
| Nombre            | «abedul»        | «abedul/álamo»? | «abedul»          | «abedul»   |
| Forma             | Futhark antiguo | Futhorc         | Futhark joven     |            |
| Forma             |                 |                 |                   |            |
| Unicode           | ᛒ U+16D2        | ᛒ U+16D2        | ᛒ ᛓ U+16D2 U+16D3 |            |
| Transliteración   | b               | b               | b                 | b          |
| Transcripción     | b               | b               | b                 | b          |
| Sonido AFI        | [β]             | [b]             | [b], [p]          | [b], [p]   |
| Puesto alfabético | 18              | 18              | 13                | 13         |
| Ætt               | Ætt de Tyr      | Ætt de Tyr      | Ætt de Tyr        | Ætt de Tyr |

Berkana o bercano es el nombre con el que se conoce a la runa equivalente a la letra b, cuyo nombre en protonórdico, obtenido por reconstrucción lingüística, sería *berkanan. En el futhark joven se llamaba bjarkan (abedul), como aparece en los poemas rúnicos islandés y noruego. En el poema rúnico anglosajón es llamada beorc (abedul o álamo). Corresponde a la letra del alfabeto gótico 𐌱, llamada bairkan.
La forma de la letra derivaría directamente de las letras de los antiguos alfabetos itálicos, tales como la letra del etrusco , que también originaría la letra B latina.

## Poemas rúnicos
Los nombres de la runa aparecen registrados en los tres poemas rúnicos:
| Poema rúnico: | Traducción: |
| Noruego antiguo Bjarkan er laufgrønstr líma; Loki bar flærða tíma.                                                                                          | El abedul es el arbusto con las hojas más verdes; Loki tiene suerte con su engaño. |
| Islandés antiguo Bjarken er laufgat lim ok lítit tré ok ungsamligr viðr. abies buðlungr.                                                                    | El abedul es una ramita frondosa y un pequeño árbol y un matorral fresco y joven. |
| Anglosajón Beorc byþ bleda leas, bereþ efne swa ðeah tanas butan tudder, biþ on telgum wlitig, heah on helme hrysted fægere, geloden leafum, lyfte getenge. | El álamo no tiene fruta; aunque sin semilla da cuatro chupones, que se generan de sus hojas. Espléndidas son sus ramas y adornan gloriosamente sus majestuosas copas alcanzan el cielo. |